# Buffelkopeend
De buffelkopeend (Bucephala albeola) is een vogel uit de familie van de eendachtigen (Anatidae). De wetenschappelijke naam van de soort werd in 1758 als Anas albeola gepubliceerd door Carl Linnaeus. Hij baseerde de naam op een afbeelding en beschrijving door George Edwards.

## Veldkenmerken
De vogel wordt ongeveer 32 tot 40 cm lang en weegt 270 tot 550 gram. Mannetjes zijn doorgaans groter dan vrouwtjes. Het is de op een na kleinste eendensoort van Amerika, na de wintertaling (Anas crecca). Het mannetje heeft een donkergroene kop met een bruine vlek op de zijkanten en grote witte vlekken, beginnend achter de ogen en samenkomend op het achterhoofd. Hals, flanken en onderzijde zijn wit, de rug is zwart. Het vrouwtje heeft een donker grijsbruin verenkleed, met een witte vlek achter het oog en een lichter gekleurde hals, borst en onderzijde.

## Voortplanting
Het legsel bestaat uit 6 tot 14 crèmekleurige eieren, die ongeveer 22 dagen worden bebroed. Het nest wordt gebouwd in holen.

## Verspreiding en leefgebied
De buffelkopeend broedt van Alaska tot oostelijk Quebec in Canada en overwintert van Alaska tot centraal Mexico en noordelijk Florida.
In Europa is deze soort een dwaalgast met in totaal acht bevestigde waarnemingen in Nederland.

## Status
De grootte van de populatie is in 2020 geschat op 1,3 miljoen volwassen vogels. Op de Rode lijst van de IUCN heeft deze soort de status niet bedreigd.